# Macoraba
Macoraba (grec antic: Μακοράβα) és el nom clàssic de la Meca. És derivat de la paraula Mecharab i vol dir ‘Ciutat guerrera’ o ‘Ciutat de Harb’. La tradició jueva la fa centre del regne de Jorham (dels jorhamites, descendents del patriarca joktanita Jèrah, del Gènesi).